# Federico Miño
Federico Miño (Salta, Provincia de Salta, Argentina. 17 de octubre de 1991) es un futbolista argentino y juega de delantero. Actualmente juega para Orceana Calcio de la división Eccellenza Lombardia de Italia.

## Clubes
| Club                        | País       | Año           |
| --------------------------- | ---------- | ------------- |
| Talleres de Córdoba         | Argentina  | 2008 - 2011   |
| Godoy Cruz                  | Argentina  | 2012          |
| Santos de Guápiles          | Costa Rica | 2013          |
| Tiro Federal (Bahía Blanca) | Argentina  | 2014          |
| Trasandino de Los Andes     | Chile      | 2015          |
| Estudiantes de Río Cuarto   | Argentina  | 2016          |
| Paraná STC                  | Brasil     | 2017          |
| Racing de Olavarria         | Argentina  | 2017          |
| Universitario               | Bolivia    | 2018          |
| Biancavilla 1990            | Italia     | 2019          |
| Polisportiva Vastogirardi   | Italia     | 2019          |
| Sporting San Miguelito      | Panamá     | 2021          |
| A.A. Estudiantes            | Argentina  | 2021          |
| SV Neuhof                   | Alemania   | 2022-2023     |
| Orceana Calcio              | Italia     | 2023-presente |